# Joseph Heintz il Giovane

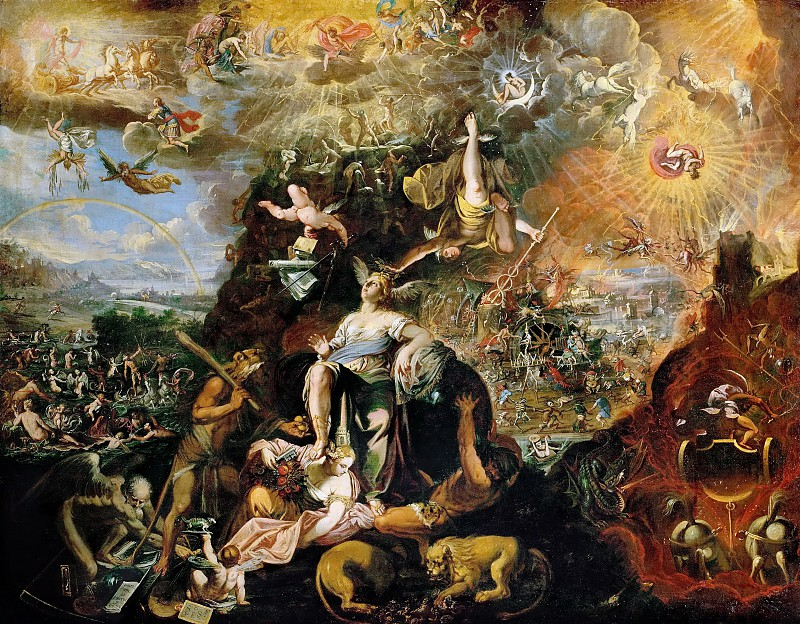
Allegoria, da Heintz il Giovane. Kunsthistorisches Museum, Vienna.

Joseph Heintz il Giovane (Augusta, 1600 circa – Venezia, 1678) è stato un pittore tedesco.

## Biografia

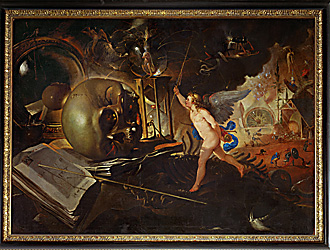
Trionfo di Cupido, Pinacoteca di Brera, Milano.

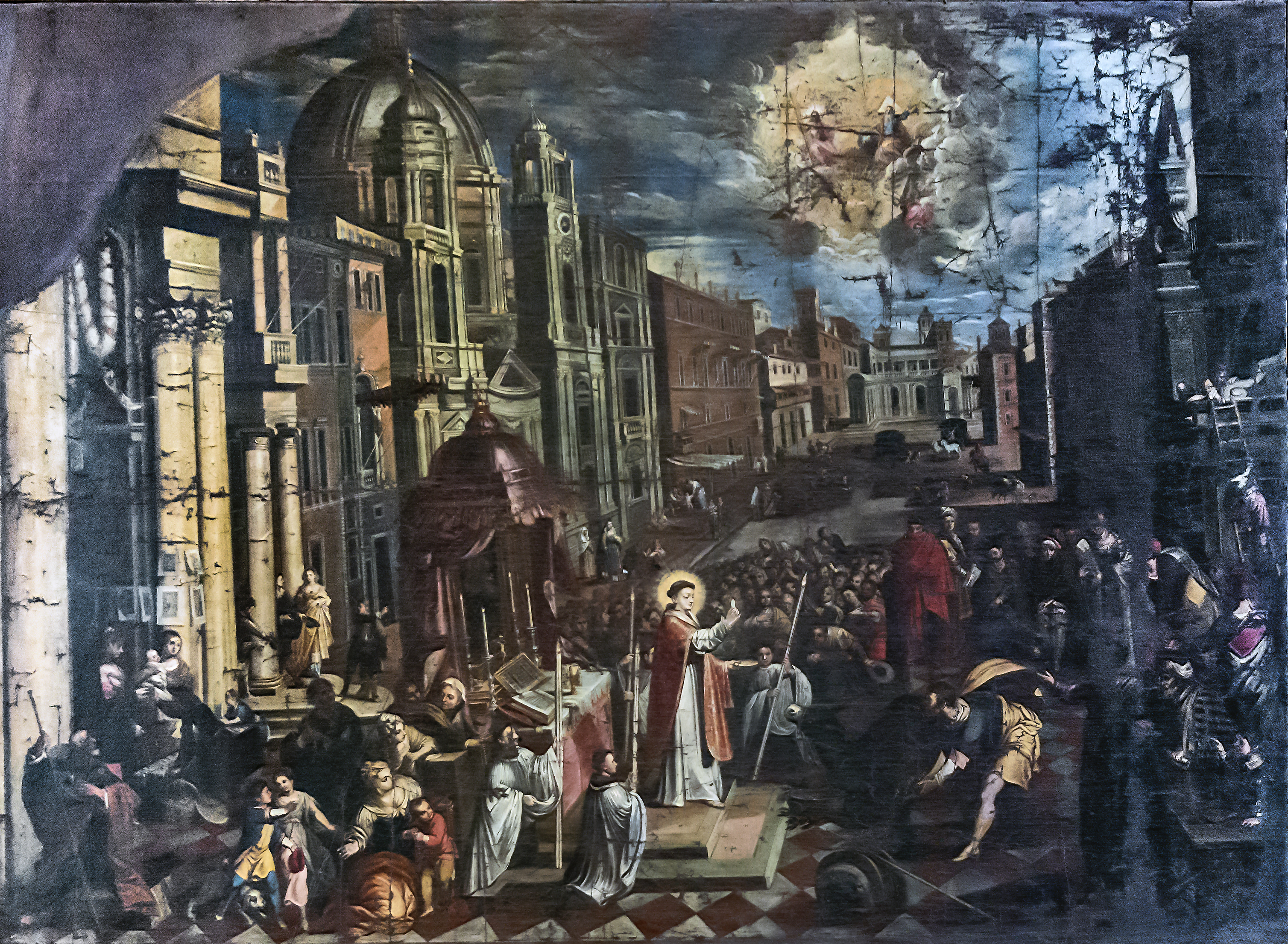
Il miracolo della mula di Sant'Antonio di Padova Basilica dei Santi Giovanni e Paolo (Venezia)

L'artista era figlio di Joseph Heintz il Vecchio. Nel 1617 figurava come lavorante presso la bottega di Matthäus Gundelach, il quale era stato allievo del padre, deceduto prematuramente nel 1609. Probabilmente, prima di scendere in Italia, frequentò anche la bottega di Matthias Kager (1621), noto miniatore e già allievo a Venezia di Hans Rottenhammer (Bushart 1968). Nel 1625 il giovane era già attivo in Italia, a Venezia e a Roma, dove eseguì alcuni dipinti "capricciosissimi", dove concerti di mostri, condividono la scena con eroi classici o mitologici.
L'ambientazione recupera schemi diffusi dalle stampe di Hieronymus Bosch e Pieter Bruegel il Vecchio, alcuni mostriciattoli derivano invece da matrici callottiane.
Due esempi tipici di questa produzione sono l'Orfeo agli inferi della Galleria degli Uffizi e la Vanitas o il Trionfo di Cupido della Pinacoteca di Brera. (D'Anza 2005) 
Nel 1632 si trovava a Venezia come testimonia la pala votiva della chiesa di San Fantin. Dal 1634 al 1639 risulta iscritto alla fraglia dei pittori. Tra il 1648 e il 1649 dipinse l'Ingresso del patriarca Federico Corner a San Pietro di Castello, la Caccia ai tori in campo San Polo e Il fresco in barca (Museo Correr di Venezia). Il 30 novembre 1655 venne chiamato, assieme a Nicolas Régnier, a stimare la collezione di Giovanni Pietro Tiraboschi (Savini Branca 1964). Nel 1663 il conte Czernin, plenipotenziario dell'imperatore Leopoldo I gli commissionò alcune opere.
Ebbe una figlia, Regina, ottima copiatrice dei suoi quadri. Morì a Venezia nel settembre del 1678.

## Opere
- Consegna del bastone di comando a un Generale da Mar, attribuzione, Lugano, Liceo diocesano;
- Sposalizio del mare, attribuzione, Lugano, Liceo diocesano;
- Trionfo di Cupido, Milano, Pinacoteca di Brera;
- Orfeo agli inferi, Firenze, Galleria degli Uffizi.
- Festa del Bucintoro, olio su tela, cm 143 x 216, Palermo, Galleria Regionale della Sicilia.